# 笠松町福祉健康センター
笠松町福祉健康センター（かさまつちょうふくしけんこうセンター）とは、岐阜県羽島郡笠松町にある公共施設。単に福祉健康センターともいう。

## 概要
健康と福祉に関わる施設である。2000年（平成12年）3月開館。笠松町役場の組織として健康介護課が設置されている。

## 施設概要
1階
- 笠松町役場健康介護課
- 社会福祉法人笠松町社会福祉協議会
- 笠松町シルバー人材センター
- 会議室
- 機能訓練室
- 介護指導室
- 相談室

2階
- 子育て世代包括支援センター
- 保健指導室
- 栄養指導室
- 診察室
- 保育室

3階
- 会議室
- 研修室

## 利用案内
- 利用時間：8：30～17：15
- 休館日：土曜日、日曜日、祝日、年末年始（12月29日～1月3日）

## 交通アクセス
- 笠松町公共施設巡回町民バス「福祉健康センター」バス停より徒歩ですぐ。

## 周辺施設
- 笠松町立松枝小学校
- 松枝保育所
- 笠松双葉幼稚園
- 笠松町運動公園
- 笠松町民運動場
- 岐阜羽島警察署